# Yom Hazikarón
Yom HaZikarón o Día del Recuerdo (En hebreo: יום הזכרון לחללי מערכות ישראל ונפגעי פעולות האיבה, oficialmente Día del Recuerdo de los Caídos en los Conflictos de Israel, y de las Víctimas de Actividades Terroristas) es un día nacional de Israel. Si bien Yom HaZikarón se recuerda a los soldados que dieron su vida para el establecimiento y preservación del Estado de Israel, la conmemoración también se ha extendido a las víctimas civiles del terrorismo.

## Historia
En 1949 y 1950, los primeros dos años después de la declaración del Estado, los servicios conmemorativos para los soldados que cayeron en la Guerra de independencia de Israel se celebraron en el Yom Ha'atzmaut (Día de la Independencia).  Los servicios en los cementerios militares fueron coordinados entre las Fuerzas de Defensa de Israel y el Ministerio de Defensa. Surgió la preocupación, expresada por las familias de los soldados caídos, de establecer una observancia separada del día de conmemoración distinta de las celebraciones festivas de la independencia nacional. 
En respuesta, y a la luz del debate público sobre el tema, el primer ministro David Ben-Gurión, que también se desempeñaba como Ministro de Defensa, estableció en enero de 1951 el "Consejo Público para la Conmemoración de los Soldados". Este consejo recomendó establecer el 4 de Iyar, el día anterior al Día de la Independencia, como el "Día general de conmemoración de los héroes de la Guerra de la Independencia". Esta propuesta obtuvo la aprobación del gobierno ese mismo año.

## Observancia
Yom HaZikarón es el día nacional de conmemoración observado en Israel para todo el personal militar israelí que perdió la vida en la lucha que llevó al establecimiento del Estado de Israel y para aquellos que han sido asesinados posteriormente mientras estaban en servicio activo en las fuerzas armadas de Israel. Para Yom HaZikarón del año 2021, ese número era 23.928.

#### Ceremonias nocturnas
El día se abre con una sirena la de la víspera del 4 de Iyar a las 20:00, dado que en el sistema del calendario hebreo, un día comienza al atardecer. La sirena se escucha en todo el país y dura un minuto, durante el cual los israelíes detienen todo, incluida la conducción en las carreteras, y se quedan de pie en silencio, conmemorando a los caídos y mostrando respeto.
Por ley, todos los lugares de entretenimiento están cerrados en la víspera de Yom HaZikarón, y los organismos de radiodifusión y educación señalan la solemnidad del día. Los programas de televisión regulares cesan durante el día, y los nombres y rangos de cada soldado que murió por Israel se muestran en una transmisión de televisión de 24 horas.
Desde la fundación del estado, Israel ha elegido la flor roja eterna (hebreo: דם המכבים, "Sangre de los Macabeos") como la flor conmemorativa nacional. La flor se representa en muchos sitios conmemorativos y se puede ver como pegatinas en camisas y chaquetas en todo Yom HaZikarón.

#### Ceremonias diurnas
Una sirena de dos minutos es escuchada a las 11:00 de la mañana siguiente, la cual marca la apertura oficial de las ceremonias en memoria a los caídos; estas se efectúan principalmente en todos los cementerios del país donde se encuentran soldados enterrados, así como las víctimas civiles de los atentados terroristas. El día "termina" con una Ceremonia de Cierre del Día del Recuerdo, también a las 20:00, en la Plaza del Monte Herzl, en la capital de Israel, Jerusalén, donde las banderas quedan a media asta, hasta poco después, cuando las festejos de Yom Ha'atzmaut son iniciados.
Los servicios conmemorativos nacionales se llevan a cabo en presencia de los principales líderes y personal militar de Israel. Las velas conmemorativas se encienden en hogares, campamentos del ejército, escuelas, sinagogas y lugares públicos, y las banderas se bajan a media asta. A lo largo del día, el personal militar en servicio y retirado sirve como guardia de honor en los monumentos de guerra en todo el país, y las familias de los caídos participan en ceremonias conmemorativas en los cementerios militares.
Muchos judíos tradicionales y religiosos rezan oraciones por las almas de los soldados caídos. Se recitan oraciones especiales prescritas por el rabinato israelí. Estos incluyen el del Salmo 9: "Por el líder, a la muerte del hijo", y el Salmo 144: "Bendito sea el Señor, Mi Roca, que entrena mis manos para la guerra y mis dedos para la batalla", además de oraciones conmemorativas por los muertos. La ceremonia oficial para marcar la apertura del día tiene lugar en el Muro de las Lamentaciones.
Los canales de televisión israelíes muestran los nombres de todos los civiles muertos en pogromos desde 1951, y todos los caídos desde 1960 (considerado la fecha del comienzo del Yishuv por el Ministerio de Defensa israelí), en orden cronológico (rango, nombre, fecha hebrea fallecido y fecha secular) en el transcurso del día. Originalmente, esto fue hecho por el Canal 33 de la Autoridad de Radiodifusión de Israel; una vez que la IBA fue disuelta y reemplazada por la Corporación de Radiodifusión Pública de Israel, la proyección en sí se trasladó a KAN 11 en lugar de Makan 33. El día llega oficialmente a su fin al atardecer (entre las 19:00 y las 20:00; 7–8 p. m.) en una ceremonia en el cementerio militar nacional en el Monte Herzl, marcando el comienzo del Día de la Independencia de Israel, cuando la bandera de Israel es devuelta a todo el personal.
Programar Yom HaZikarón justo antes del Día de la Independencia tiene la intención de recordar a la gente el precio pagado por la independencia y lo que se logró con el sacrificio de los soldados. Esta transición muestra la importancia de este día entre los israelíes, la mayoría de los cuales han servido en las fuerzas armadas, o tienen una conexión con personas que fueron asesinadas durante su servicio militar.

## Fecha
Yom HaZikarón debe tener lugar un día antes de Yom HaAtzmaut, siempre que ninguno conduzca a una violación del Shabat, incluso a través de los preparativos para la ceremonia. Por consiguiente:
Yom HaZikarón se celebra el 4 de Iyar, desde la puesta de sol del día anterior hasta la salida de las estrellas siempre y cuando el 4 de Iyar no caiga en jueves, viernes o domingo.
- Si el 4 de Iyar tiene lugar un jueves, Yom HaZikarón se adelanta al día anterior, el miércoles 3 de Iyar;
- Si el 4 de Iyar tiene lugar un viernes, Yom HaZikarón se adelanta al miércoles 2 de Iyar;
- Si el 4 de Iyar tiene lugar un domingo, Yom HaZikarón se retrasa al lunes 5 de Iyar.